# Tórtoles del Esgueva
Tórtoles del Esgueva är en ort i Spanien.   Den ligger i provinsen Provincia de Burgos och regionen Kastilien och Leon, i den centrala delen av landet, 160 km norr om huvudstaden Madrid. Tórtoles del Esgueva ligger 853 meter över havet och antalet invånare är 527.
Terrängen runt Tórtoles del Esgueva är huvudsakligen platt. Tórtoles del Esgueva ligger nere i en dal. Runt Tórtoles del Esgueva är det ganska glesbefolkat, med 25 invånare per kvadratkilometer. Närmaste större samhälle är Roa, 15,4 km sydost om Tórtoles del Esgueva. Trakten runt Tórtoles del Esgueva består till största delen av jordbruksmark.